# Xing Aiying
Xing Aiying (chiń. 邢爱英; ur. 2 sierpnia 1989, Chiny) – singapurska badmintonistka. Uczestniczka Letnich Igrzysk Olimpijskich 2008.